# San Justo (Santa Fé)
San Justo é um município de 2ª categoria (por ter menos de 100.000 habitantes) da província de Santa Fé, na Argentina. A cidade sede do Departamento foi fundada em 1868 por Mariano Cabal. Está situada a 99 km ao norte da capital da Provincia e tem, aproximadamente 21.000 habitantes.